# Ramdasoma peethodaris
Ramdasoma peethodaris är en stekelart som beskrevs av T.C. Narendran 1994. Ramdasoma peethodaris ingår i släktet Ramdasoma och familjen kragglanssteklar. Inga underarter finns listade i Catalogue of Life.